# نشان ملی سوئیس
نشان ملی جمهوری سوئیس با پس زمینه قرمز و دارای یک صلیب نقره ای یونانی در میان خود است البته در مورد شکل صلیب اختلاف بود که در نهایت در سال ۱۸۸۹ میلادی در قانون این کشور ذکر شد که اندازه دو خط صلیب باید برابر باشد.

## نگارخانه

یک صلیب یونانی که در آن طول همه دسته‌ها یکسان است